# Otwaschny (Schiff, 1893)
Otwaschny (russisch Отважный) war der Name eines seegehenden Kanonenbootes der Kaiserlichen Russischen Marine. 1890 in Dienst gestellt, wurde es am 20. Dezember 1904 von der Besatzung vor Port Arthur selbst versenkt.

## Geschichte
Die Otwaschny gehörte zu einer Klasse von vier Booten. Schwesterschiffe waren die Grosjaschtschi (Грозящий), zugleich Typschiff, die Gremjaschtschi (Гремящий) und die spätere, leicht veränderte Chrabry (Храбрый).
Die Otwaschny wurde am 21. Dezember 1890 auf Kiel gelegt, der Stapellauf erfolgte am 7. Mai 1892. In Dienst gestellt wurde sie schließlich 1893. Bereits 1892 wurde das noch im Bau befindliche Boot vom gepanzerten Kanonenboot (броненосная канонерская лодка) in seegehendes Kanonenboot (мореходная канонерская лодка) umklassifiziert.
Im Jahr 1894 wurde die Otwaschny von der Ostsee zunächst in das Mittelmeer, später in den Fernen Osten verlegt. Vom 3. bis 23. Juni 1900 war das Boot an der Niederschlagung des chinesischen Boxer-Aufstandes beteiligt, im Bestand eines multinationalen Geschwaders nahm es an der Eroberung des Hafens Yingkou, damals auch als Niuzhuang bekannt, teil.

### Im Russisch-Japanischen Krieg
Zu Beginn des Russisch-Japanischen Krieges wurde es mit dem Großteil des 1. Russischen Pazifikgeschwaders von der japanischen Flotte im russischen Flottenstützpunkt Port Arthur eingeschlossen. Das Boot war an verschiedenen Gefechten und an den Ausbruchsversuchen des Geschwaders beteiligt. Nachdem die japanischen Truppen den Hügel 203 genommen hatten, lag der gesamte Hafen ab dem 5. Dezember 1904 im Feuerbereich schwerer japanischer Artillerie. Mehrere russische Schiffe sanken im feindlichen Feuer, die Otwaschny blieb jedoch im Wesentlichen unbeschädigt. Um die Otwaschny dem Feind nicht in die Hände fallen zu lassen, wurde das Boot kurz vor der russischen Kapitulation am 20. Dezember 1904 von der Besatzung selbst versenkt.